# Cochran County
Das Cochran County ist ein County im Bundesstaat Texas der Vereinigten Staaten. Das U.S. Census Bureau hat bei der Volkszählung 2020 eine Einwohnerzahl von 2.547 ermittelt. Der Sitz der County-Verwaltung (County Seat) befindet sich in Morton.

## Geographie
Das County liegt nordwestlich des geographischen Zentrums von Texas, an der Grenze zu New Mexico und hat eine Fläche von 2008 Quadratkilometern, ohne nennenswerte Wasserfläche. Das County grenzt im Uhrzeigersinn an folgende Countys: Bailey County, Lamb County, Hockley County, Yoakum County und in New Mexico an folgende Countys: Lea County, Roosevelt County und Home County.

## Geschichte

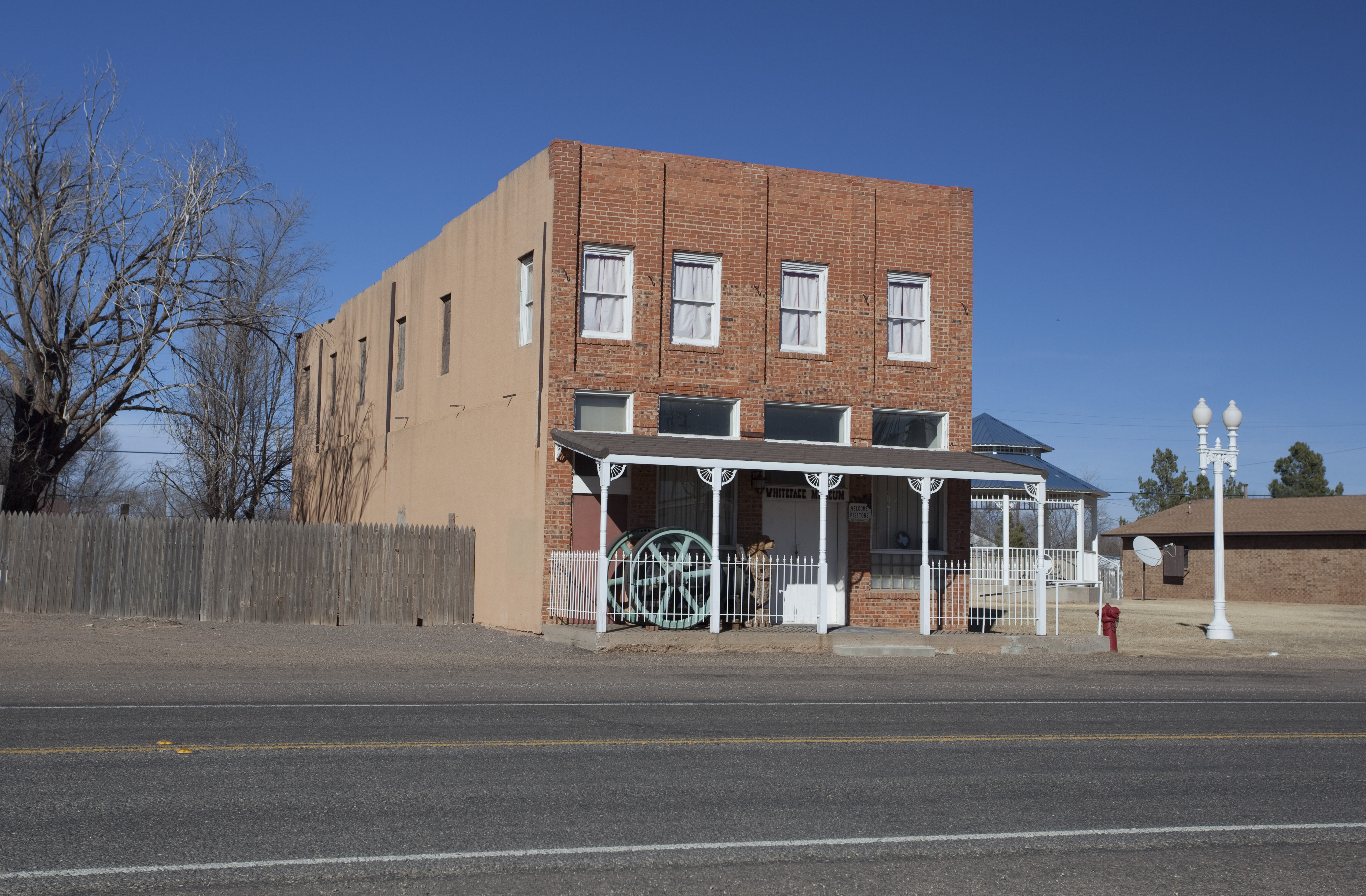
Museum in Whiteface

Cochran County wurde am 21. August 1876 aus Teilen des Bexar County und Young County gebildet und die Verwaltungsorganisation im Jahr 1924 abgeschlossen. Benannt wurde es nach Robert E. Cochran (1810–1836), einem Soldaten und Gefallenen in der Schlacht von Alamo.

## Demografische Daten
Nach der Volkszählung im Jahr 2000 lebten im Cochran County 3.730 Menschen in 1.309 Haushalten und 1.017 Familien. Die Bevölkerungsdichte betrug 2 Einwohner pro Quadratkilometer. Ethnisch betrachtet setzte sich die Bevölkerung zusammen aus 64,48 Prozent Weißen, 4,53 Prozent Afroamerikanern, 0,83 Prozent amerikanischen Ureinwohnern, 0,21 Prozent Asiaten, 0,05 Prozent Bewohnern aus dem pazifischen Inselraum und 27,35 Prozent aus anderen ethnischen Gruppen; 2,55 Prozent stammten von zwei oder mehr Ethnien ab. 44,13 Prozent der Einwohner waren spanischer oder lateinamerikanischer Abstammung.
Von den 1.309 Haushalten hatten 38,1 Prozent Kinder oder Jugendliche, die mit ihnen zusammen lebten. 63,8 Prozent waren verheiratete, zusammenlebende Paare 9,9 Prozent waren allein erziehende Mütter und 22,3 Prozent waren keine Familien. 20,9 Prozent waren Singlehaushalte und in 11,1 Prozent lebten Menschen im Alter von 65 Jahren oder darüber. Die durchschnittliche Haushaltsgröße betrug 2,79 und die durchschnittliche Familiengröße betrug 3,25 Personen.
31,5 Prozent der Bevölkerung war unter 18 Jahre alt, 8,0 Prozent zwischen 18 und 24, 24,9 Prozent zwischen 25 und 44, 21,2 Prozent zwischen 45 und 64 und 14,4 Prozent waren 65 Jahre alt oder älter. Das Medianalter betrug 35 Jahre. Auf 100 weibliche Personen kamen 92,1 männliche Personen und auf 100 Frauen im Alter von 18 Jahren oder darüber kamen 93,3 Männer.
Das jährliche Durchschnittseinkommen eines Haushalts betrug 27.525 USD, das Durchschnittseinkommen einer Familie betrug 31.163 USD. Männer hatten ein Durchschnittseinkommen von 25.064 USD, Frauen 17.652 USD. Das Prokopfeinkommen betrug 13.125 USD. 21,4 Prozent der Familien und 27,0 Prozent der Einwohner lebten unterhalb der Armutsgrenze.

## Orte im County
| - Bledsoe - Griffith | - Lehman - Morton | - Whiteface |